# 广宁桥
30°00′27″N 120°35′52″E / 30.007499°N 120.597887°E
广宁桥为位于中国浙江省绍兴市越城区古城东北侧、广宁桥直街与长桥直街交叉口处的一座单孔石拱桥，南北向跨漕河，桥心正对大善塔与龙山，因建桥之后来往百姓广受其惠而得名，可查的最早记载为其重建于北宋绍圣四年（1097），明万历二年至三年（1574-1575）重修，为绍兴现存最大的单孔石拱桥。
该桥总长60米，宽5米，桥面长6.7米，净宽3.58米，桥高5.8米，拱高4.2米，跨径6.25米，南北两侧各沿16级和20级台阶而上，拱券采用七折纵联分节并列砌筑，券石顶刻有鲤鱼跳龙门、金龙伴玉兔等六幅石刻及捐资题记，桥上置栏板与覆莲望柱，另在桥西北侧民居墙上嵌有万历三年（1575）商廷试所撰、谢敏行所书《重修广宁桥记》碑。因桥下北侧有纤道穿过桥洞，近年研究观点认为其是中国国内最早的立交桥。